# You Don't Know (canção de Shady Records)
"You Don't Know" é o primeiro single da coletânea musical Eminem Presents the Re-Up. Conta com a participação de Eminem, 50 Cent, Lloyd Banks e o novo cantor da Shady Records, Ca$his. A canção mostra principalmente a relação entre as bandas G-Unit e D12.
Disponibilizada como CD single e download digital, "You Don't Know" foi lançada em 7 de novembro de 2006 nos Estados Unidos e em 11 de dezembro na Europa. A música foi produzida apenas por Eminem, e foi gravada em parceria com a Shady Records. É o primeiro single de Cashis.

## Remix
A versão oficial remix é encontrada no mixtape DJ Whoo Kid and DJ Noodles - "Welcome to Shadyville.

## Paradas musicais
| Gráfico (2006)                  | Melhor posição |
| ------------------------------- | -------------- |
| Irish Singles Chart             | 5              |
| UK Singles Chart                | 32             |
| Billboard Hot 100               | 12             |
| Billboard Hot R&B/Hip-Hop Songs | 87             |
| Billboard Pop 100               | 16             |